# 新潟県道328号三ツ又小出線
新潟県道328号三ツ又小出線（にいがたけんどう328ごう みつまたこいでせん）は、新潟県魚沼市内を通る一般県道である。

## 概要
路線名の「小出」は、終点付近の旧自治体名（北魚沼郡小出町）に由来する。

### 路線データ
- 起点：新潟県魚沼市三ツ又字川ナガ沢
- 終点：新潟県魚沼市本町1丁目（国道352号・新潟県道47号小出停車場線・新潟県道532号虫野小出停車場線・新潟県道553号広神小出線交点）

## 地理

### 通過する自治体
- 新潟県
魚沼市

### 交差する道路
- 魚沼市道（起点：魚沼市三ツ又字川ナガ沢）
- 新潟県道569号守門湯之谷線（魚沼市池平 - 魚沼市中子沢で重複）
- 新潟県道553号広神小出線（魚沼市池平字荒神原）
- 新潟県道70号小出守門線・新潟県道332号湯之谷越後広瀬停車場線（山田下交差点）
- 国道252号（中島交差点 - 魚沼市四日町で重複）
- 国道352号（魚沼市四日町 - 本町交差点（終点）で重複）
- 新潟県道458号下倉小出線（四日町交差点）（「国道352号」重複区間）
- 新潟県道47号小出停車場線・新潟県道553号広神小出線（四日町交差点 - 本町交差点（終点）で重複）（「国道352号」重複区間）
- 新潟県道532号虫野小出停車場線（バイパス）（終点：本町交差点）

### 沿線
- JR上越線・只見線 小出駅
- 国道17号 三国街道
- 魚沼市立小出病院
- 魚沼市消防本部 魚沼市消防署
- 魚沼市役所 小出庁舎（旧・小出町役場）
- 魚沼市立広神東小学校
- 第四北越銀行 小出中央支店
- 第四北越銀行 小出支店
- 大光銀行 小出支店
- 小出郵便局
- サカキヤ 本町店（スーパーマーケット）
- ファッションセンターしまむら 小出店
- 中子沢温泉（ちゅうしざわおんせん）
- 魚野川
- 破間川